# 셀프계산대

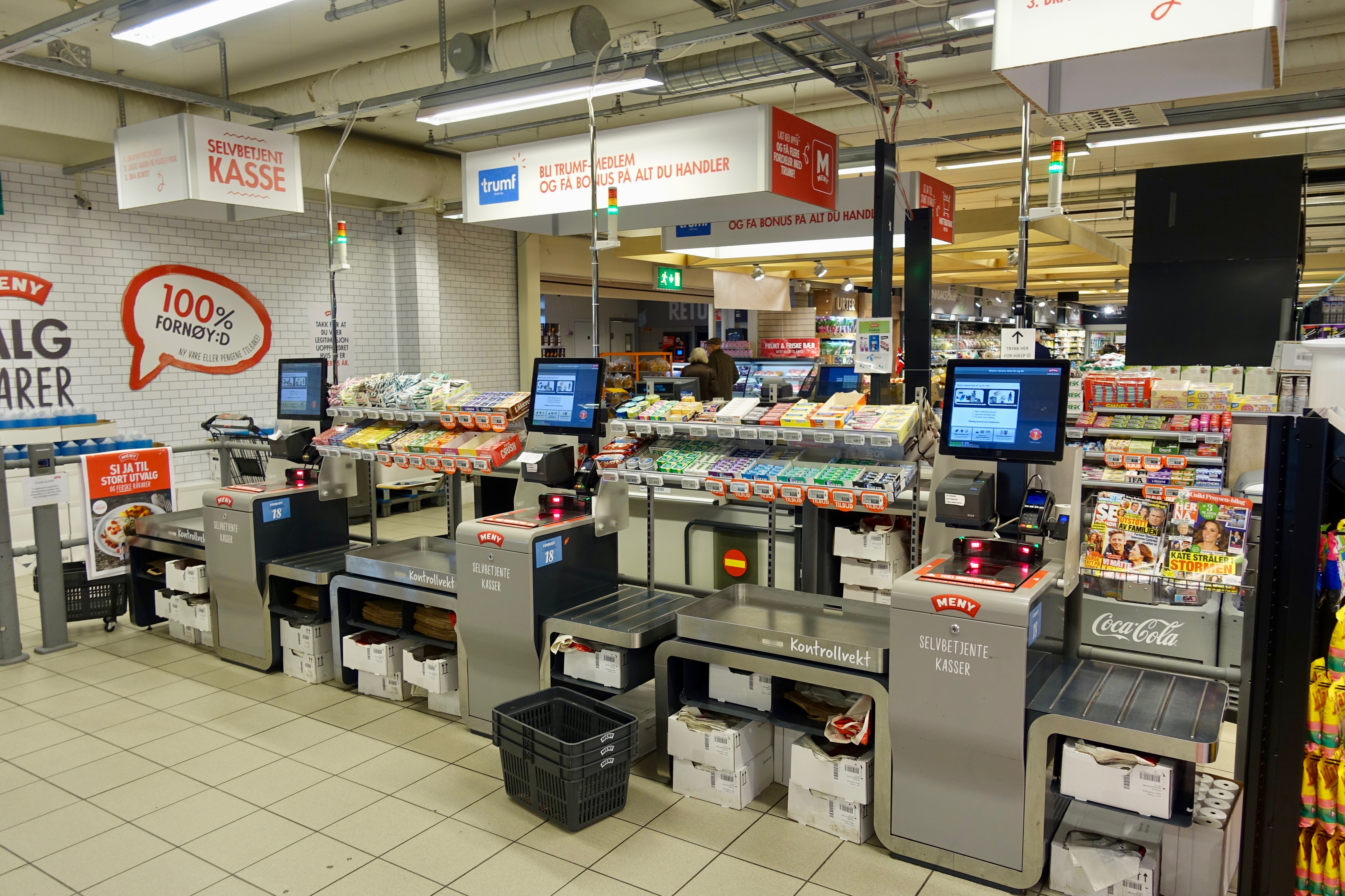

셀프계산대(self-checkout)는 상품 가격 스캔부터 신용카드나 현금 등 결제수단을 이용한 금액 지불까지의 모든 과정을 고객 스스로 수행하는 무인 계산대이다. 계산 대기열 단축, 고객 프라이버시 보호, 계산원에 대한 인건비 절약 등의 장점이 있다. 그러나 기계 자체가 POS 단말기에 비해 고가이며, 주류·담배 등 구매 시 신분증 확인 및 고객 안내, 각종 에러 발생시 조치를 위해 별도의 인력이 필요하다. 유럽이나 영미권에서 보편화되어있다.

## 대한민국의 셀프계산대
홈플러스는 2005년 9월 영등포점을 시작으로 2007년 9월 잠실점, 2007년 12월 부천 상동점에서 셀프계산대를 시범설치 운영으며, 2010년 9월부터 전국 거점점포를 중심으로 확대해 현재 안산점, 센텀시티점, 킨텍스점 등 전국 88개 대형마트 점포와 광화문점, 주안점, 반포2점, 신길3점 등 4개 익스프레스 매장에서 총 390여대를 운영하고 있다.
2014년 5월 기준 셀프계산대 이용고객은 일평균 7만 2000명 수준으로 전체 고객수의 27% 수준이다.
롯데슈퍼는 2017년 3월 국내 최초로 360° 자동스캔되는 '셀프 계산 서비스' 운영을 시작했다. 고객이 구매한 상품을 컨베어밸트 위에 올려놓으면 하면 360° 스캔 시스템이 바코드를 자동인식해 계산이 완료되는 방식이다.
롯데마트는 양평점, 서초점, 김포한강점, 칠성점에 무인계산대 10대를 도입했으며, 신규 점포와 거점점포를 중심으로 확대 예정이다.
이마트는 2018년 1월 왕십리점, 죽전점, 성수점에 4대씩 도입되었다.(성수점은 8대)
셀프계산대 프로그램은 미래데이타 보관됨 2022-02-03 - 웨이백 머신가 최초로 개발하였다.

## 같이 보기
- 금전등록기
- 판매 시점 정보 관리